# Przybysławice (Gołcza)
Pour les articles homonymes, voir Przybysławice.
Przybysławice est une localité polonaise de la gmina de Gołcza, située dans le powiat de Miechów en voïvodie de Petite-Pologne.